# Шивец
Шивец (мкд. Шивец) је насеље у Северној Македонији, у јужном делу државе. Шивец је насеље у оквиру општине Кавадарци.

## Географија
Шивец је смештен у јужном делу Северне Македоније. Од најближег већег града, Кавадараца, насеље је удаљено 10 km западно.
Насеље Шивец се налази у историјској области Тиквеш. Село је смештено у долини Црне реке, у југозападном делу Тиквешке котлине. Насеље је положено на приближно 180 метара надморске висине, у долинском подручју. 
Месна клима је измењена континентална са значајним утицајем Егејског мора (жарка лета). 

## Становништво
Шивец је према последњем попису из 2002. године имао 91 становника.
Већинско становништво у насељу су етнички Македонци (100%).
Претежна вероисповест месног становништва је православље.